# Pneumatischer Druckluftbehälter
Der pneumatische Druckluftbehälter, oder auch Luftkessel genannt, ist ein wichtiges Glied in der Druckluftkette und ist in fast allen Verdichtungsanlagen und in diversen Nutzfahrzeugen sowie Aufliegern zu finden.

## Funktion
Im Druckluftnetz einer Verdichtungsanlage erfüllt der Druckluftbehälter mehrere Aufgaben.
Seine primäre Aufgabe ist das Speichern von Druckluft, die durch den Kompressor aufgebaut wird. Die gespeicherte Druckluft soll zeitweise den Verbrauch durch die Abnehmer abdecken. Dadurch kann der Kompressor für längere Zeit in Bereitschaft stehen und der Motor schaltet seltener, wodurch er zusätzlich geschont wird.
In einem Druckluftnetz mit Kolbenkompressoren kann es zu einem pulsierenden Volumenstrom kommen, der bei einigen Verbrauchern Fehler verursachen kann. Ein Druckluftbehälter glättet diese Druckschwankungen.

## Korrosion
Durch das Verdichten fällt die Feuchtigkeit in der Luft als Kondensat aus. Meistens wird dieses Kondensat in den Druckluftbehälter mitgerissen und verweilt dort in der Druckluft. Mit der Zeit kühlt sich die Druckluft ab, da der Luftbehälter die Wärme an die Umgebung abgibt. Dadurch schlägt sich ein großer Teil des Kondensats an den Behälterwänden nieder und sammelt sich schließlich am Boden. Von dort kann es durch ein Ablassventil (Kondensat-Abscheider) abgeführt werden. Das Kondensat kann über ein zusätzliches Ventil abgelassen werden.
Bei unregelmäßigem Ablassen kann es zu Korrosionsschäden im Behälter kommen. Auch schon bei leichten Korrosionsschäden kann ein Leck in einem Luftbehälter entstehen. Dann besteht die Gefahr, dass bei zu geringer Wandstärke um das Leck herum der Behälter unter Druck bersten kann. Das bedeutet, dass der Druckluftbehälter schlagartig aufreißen kann und die abgesplitterten Teile des Druckluftbehälters zu gefährlichen Geschossen werden.
Sobald Dellen oder Rost an einem Luftbehälter festgestellt werden, erlischt die vorgeschriebene TÜV-Abnahme und der Behälter muss ersetzt werden.

## Herstellung
Hergestellt werden sie aus Aluminium oder Stahl. Aluminium-Luftbehälter sind bis zu 60 % leichter als solche aus Stahl. Die beiden nach außen gewölbten Schalen werden auf den in der Mitte liegenden Zylinder geschweißt. Anschließend erhalten sie eine Schicht aus Korrosionsschutz, außen gegen Umwelteinflüsse und innen gegen das entstehende Kondensat.

## Anbau
Der Anbau kann waagerecht oder senkrecht erfolgen; es muss nur darauf geachtet werden, dass das Ablassventil an der niedrigsten Stelle liegt, damit auch das komplette Kondensat abgeschieden werden kann.
Im Nutzfahrzeugbereich werden die Druckluftbehälter sowohl in der Zugmaschine als auch im Auflieger verbaut. Ihre Aufgabe ist das Speichern von Druckluft (in der Regel bis zu 120 Litern Fassungsvermögen) und somit auch die Sicherstellung aller erforderlichen Bremsfunktionen, sowie dem einwandfreien Betrieb aller Nebenverbraucher. Druckluftbehälter gibt es mit verschiedenen Literzahlen, Längen und Durchmessern.
Befestigt werden sie über eine angeschweißte Konsole, die nur noch angeschraubt werden muss, oder über Spannbänder, die mit der passenden Konsole am Auflieger oder Fahrzeug zusammen den Luftkessel halten. Die Spannbänder dürfen auf keinen Fall auf den Schweißnähten liegen.
Die Spannbänder dürfen nicht auf Spannung stehen, da es sonst zu Schäden am Luftbehälter kommen kann. Sollten sie zu lasch befestigt sein, könnten sie verrutschen. Empfehlenswert ist es auch, einen Schutz zwischen Spannbänder und Luftbehälter zu legen.